# Шуурмак
Шуурмак (тув. Шуурмак)— село в Тес-Хемского кожууне Республики Тыва. Административный центр Шуурмакского сумона.

## География
Село находится на левом берегу реки Шуурмак.
Улицы
ул. Гагарина, ул. Заречная, ул. Куранская, ул. Лесная, ул. Набережная, ул. Промышленная

## Население
| 2002 | 2010 | 2014 |
| ---- | ---- | ---- |
| 682  | ↘659 | ↗750 |

## Инфраструктура
В селе открылся единый пункт сдачи и реализации древесины. Действует сельский Дом Культуры, Шуурмакская средняя общеобразовательная школа, детсад.
Сотовая связь
Действуют 3 оператора сотовой связи — Билайн, МТС и Мегафон.

## Транспорт
Через село проходит региональная автодорога 93Н-110. Остановка автобуса Кызыл — Эрзин.